# Liste des moulins à vent des Pays-Bas

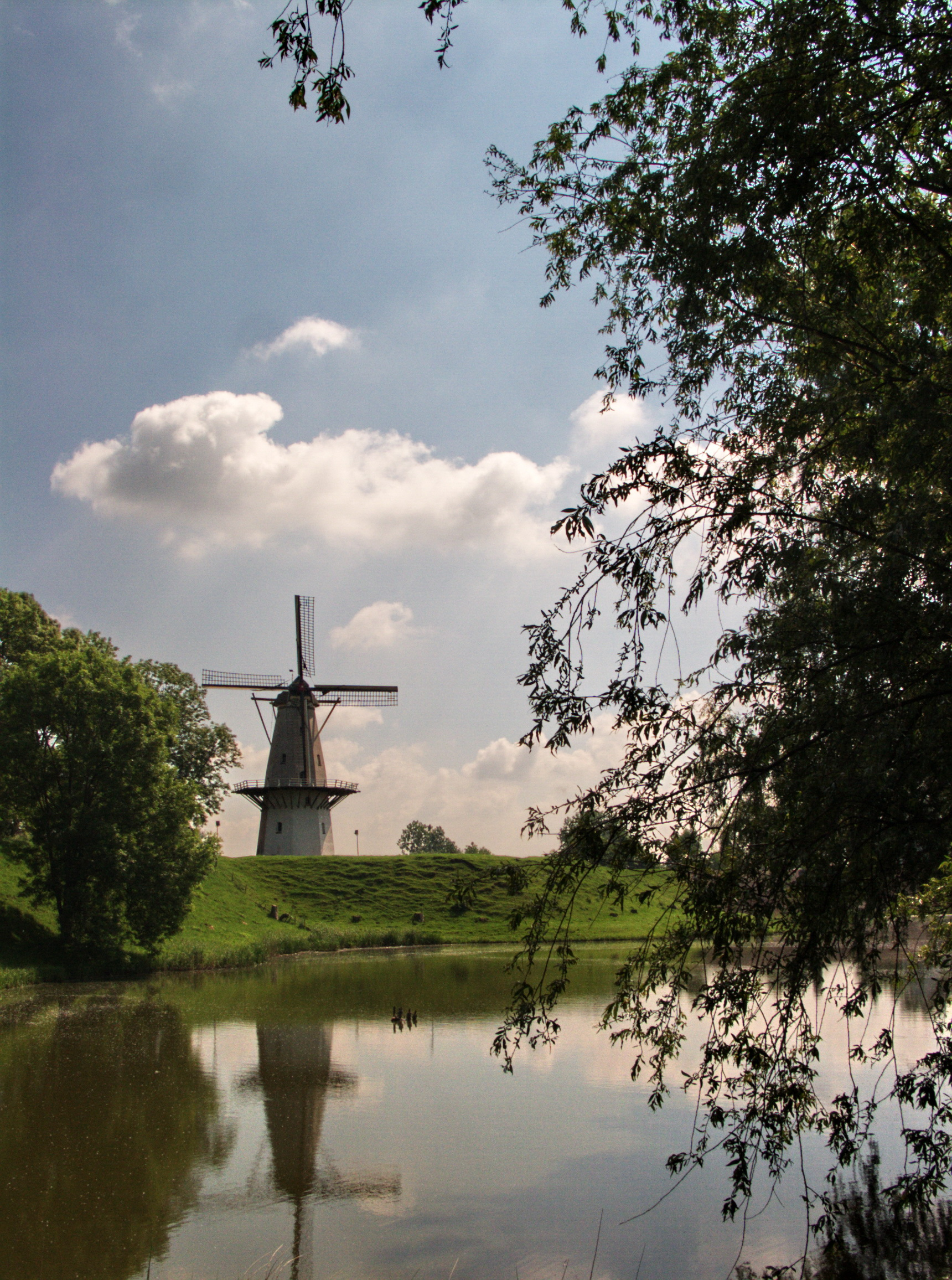

Cet article recense les moulins à vent des Pays-Bas.

## Liste
Les Pays-Bas comptent environ 1 170 moulins à vent, souvent en état de marche.

### Par province néerlandaise
- Brabant-Septentrional
- Drenthe
- Frise
- Gueldre
- Groningue
- Hollande-Méridionale
- Hollande-Septentrionale
- Limbourg
- Overijssel
- Utrecht
- Zélande

### Par commune néerlandaise
- Rotterdam